# Microcachrys tetragona
Genre
Espèce
Classification phylogénétique
Statut de conservation UICN

 LC  : Préoccupation mineure
Microcachrys tetragona est une espèce de conifère dioïque appartenant à la famille des Podocarpaceae. C'est la seule espèce du genre Microcachrys.
La plante est originaire de l'ouest de la Tasmanie où elle forme, en altitude, des buissons de 1 mètre de haut. Les feuilles sont des écailles. Les feuilles sont en paires, opposées, décussées, ressemblant à celles de Diselma archeri de la famille des Cupressaceae.

### Microcachrys
- (en) UICN : espèce Microcachrys tetragona (Hook.) Hook.f., 1845 (consulté le 26 mai 2015)
- (en) NCBI : Microcachrys (taxons inclus)
- (en) GRIN : genre Microcachrys  Hook. f. (+liste d'espèces contenant des synonymes)

### Microcachrys tetragona
- (en) Catalogue of Life : Microcachrys tetragona (Hook.) Hook. f. (consulté le 16 décembre 2020)
- (en) NCBI : Microcachrys tetragona (taxons inclus)
- (en) GRIN : espèce Microcachrys tetragona  (Hook.) Hook. f.